# Aschiphasmodes ascepasmoidea
Aschiphasmodes ascepasmoidea är en insektsart som först beskrevs av Ludwig Redtenbacher 1908.  Aschiphasmodes ascepasmoidea ingår i släktet Aschiphasmodes och familjen Diapheromeridae. Inga underarter finns listade i Catalogue of Life.